# 민족정기구현회
민족정기구현회는 김구 암살 사건 배후를 추적해 온 권중희가 회장을 맡아 운영하던 대한민국의 단체이다. 
외세의 주의, 사상, 종교를 거부하고 한민족의 정기를 살리는 것을 목적으로 한다. 회장인 권중희가 인터넷 홈페이지를 직접 운영하면서 김구의 어록 등 사상과 암살 사건 관련 기록, 한국 전쟁 자료 및 미군의 범죄, 대한민국 현대사와 친일파 관련 자료 등을 공개했다. 이 사이트에서는 2007년을 '단기 2440년'으로 적는 등 단기 연호를 사용하고 있기도 하다.
권중희는 사망 당일인 2007년 11월 16일에도 민족정기구현회 홈페이지에 〈최소한의 염치도 양심도 없는 한나라도당은 각오하라!〉라는 제목으로 한나라당을 비판하는 글을 올렸으며, 글을 쓰던 중 사망한 것으로 알려졌다.
민족정기구현회는 9개 사회단체가 연합한 '미군추방투쟁공대위'에 참가하여 더글러스 맥아더 동상의 철거를 인천광역시에 요구한 바 있다.

## 참고자료
- 민족정기구현회 - 민족정기에 대하여
- 인병문 (2007년 11월 17일). “백범 암살범 안두희 응징한 권중희 선생 별세 - 민족정기 구현과 민족자주를 향한 일념의 한 평생”. 오마이뉴스. 2007년 11월 17일에 확인함.
- 김휘대 기자 (2007년 11월 16일). “[속보] 민족정기의 상징 '권중희 선생' 타계!! - "내일 검찰의 검안이 실시된 후 '강남 성모병원'으로.."”. 플러스코리아. 2007년 11월 17일에 확인함. |제목=에 지움 문자가 있음(위치 1) (도움말)